# Газели
Газелите (Gazella) са род антилопи от семейство кухороги (Bovidae). Срещат се предимно в пустините, пасищата и саваните на Африка, но също така могат да се видят в Югозападна и Централна Азия, както и на Индийския субконтинент.

## Описание
Газелите са доста дребни антилопи, като най-високите достигат на височина в рамото от 60 до 110 cm. Те са много бързи животни и някои от тях могат да развиват скорости до 100 km/h или да се движат с постоянна скорост от 50 km/h. Живеят на стада и се хранят с по-лесно смилаеми растения и листа на дървета.

## Класификация
Понастоящем таксономията на този род е неясна, а класификацията на видовете и подвидовете е неуточнена - широко се счита, че съдържа около 10 вида, а 4 други вида са изчезнали – червената газела, арабската газела, газелата на кралицата на Саба и саудитската газела. Повечето оцелели видове се считат за застрашени в различна степен.